# Grammonota lutacola
Grammonota lutacola là một loài nhện trong họ Linyphiidae.
Loài này thuộc chi Grammonota. Grammonota lutacola được Arthur Merton Chickering miêu tả năm 1970.